# Sentimental Education
Pour plus de détails, voir Fiche technique et Distribution.
Sentimental Education est un film franco-britannique écrit et réalisé par C.S. Leigh, sorti en 1998. Ce film est librement inspiré de L'Éducation sentimentale de Gustave Flaubert.

## Fiche technique
- Titre : Sentimental Education
- Réalisation : C.S. Leigh
- Scénario : C.S. Leigh d'après L'Éducation sentimentale de Gustave Flaubert
- Musique : Sacha Puttnam
- Photographie : Peter Gray
- Montage : Catherine Quesemand
- Production : Alec Behrens et Marijn J.F.M. Muijser
- Société de production : Wildshot Pictures
- Pays :  France,  Pays-Bas et  Royaume-Uni
- Genre : drame
- Date de sortie : 
  - France : 1998

## Distribution
- Clément Sibony : Fabrice
- Guillaume Canet : Guy
- Julie Gayet : Clare
- Sylvie Testud : Julia
- Alexia Stresi : Eva
- Isabelle Carré : Isabel